# 14593 Everett
14593 Everett (1998 SA26) là một tiểu hành tinh vành đai chính được phát hiện ngày 22 tháng 9 năm 1998 bởi Lowell Observatory Near-Earth Object Search ở Trạm Anderson Mesa.